# Noorse SV
K. Noorse S.V. is een Belgische voetbalclub uit Kapellen. De club werd in 1914 opgericht als Noordsche FC en kwam lange tijd uit in het voormalige KVV tot deze opging in Voetbal Vlaanderen. Sindsdien speelt de club in Vierde provinciale.
De damesploeg speelde in het seizoen 2023/24 in de Interprovinciale B, de vroegere 2e nationale klasse, maar eindigde laatste en degradeerde terug naar Provinciale.